# Cerkev Dvanajstih apostolov
Patriarhovi prostori in cerkev Dvanajstih apostolov (rusko: церковь Двенадцати Апостолов) je manjša cerkev v Moskovskem kremlju, ki jo je leta 1653 naročil patriarh Nikon in jo tri leta pozneje posvetil  apostolu Filipu. Služi tudi kot del Moskovskih kremeljskih muzejev.
Cerkev je skoraj tako vidna kot sosednje velike cerkve iz 15. stoletja, saj stoji na visokem podiju, ki ga prebadata dva velika oboka, ki omogočata prehod s Stolničnega trga (rusko Соборная площадь, Sobornaya ploshchad) na patriarhovo dvorišče. Zunanje stene so okrašene z dvema pasovoma slepih arkad, ki posnemajo obe sosednji cerkvi in na veliko cerkev Vladimir-Suzdalske šole iz 12. stoletja, ki so služile za navdih. Strog oris petih čeladastih kupol v skladu z Nikonovimi konzervativnimi arhitekturnimi okusi služi poudarku bizantinskega izvora cerkve.

## Zgodovina
Prvo prebivališče vodje ruske pravoslavne cerkve na ozemlju Moskovskega kremlja je bilo leta 1325, v času, ko je Moskvi vladal veliki knez Ivan I. (Kalita) in nekaj let, preden je bila trdnjava obnovljena po njegovih navodilih. Takratni metropolit Peter se je naselil v bližini cerkve Marijinega vnebovzetja, natančneje njene predhodnice, zgrajene hkrati (1326–27), ki je začetek zgodovine Kremlja označila za središče duhovnega življenja Moskve. Kot običajno so bili prvotni apartmaji zgrajeni iz lesa. Prva omemba kamnitih velemestnih stanovanj v Kremlju sega v leto 1450, čeprav se zdi, da tudi ta stavba ni dolgo stala. Vse do poznega 16. stoletja, ko je bil v ruski pravoslavni cerkvi prvič uveden naslov patriarha, je več stavb naslednic, tako kot druge hiše in cerkve v Kremlju, postalo žrtev pogostih požarov in jih je bilo treba znova in znova obnavljati.
Današnja ohranjena poslopja so bila zgrajena pod patriarhom Nikonom, ki je želel zgraditi posebno reprezentativno palačo za svojo pisarno, da bi podčrtal visok status pravoslavne vere. V ta namen je Nikon poleg obstoječe patriarhove hiše severno od cerkve Marije vnebovzete dobil zemljišče od takratnega carja Alekseja I.. Stara poslopja so bila odstranjena in na celotni posesti zgrajena sedanja palača. Gradnjo, ki je trajala od leta 1653 do 1656, sta vodila ruska arhitekta Antip Konstantinov in Bašen Ogurzov, ki sta dve desetletji prej za carsko družino zgradila tudi palačo Terem. 
Nova stavba ni samo presegla starih v smislu arhitekture in opreme, temveč je predstavljala tudi novo kombinacijo stanovanjske in cerkvene stavbe. Če gledamo s Stolničnega trga, je bila leva polovica stavbe posvetni del, v katerem so bile bivalne, delovne in sprejemne sobe patriarha, desna polovica - prepoznavna po strešnem delu, ki ga krasi pet cerkvenih stolpov, pa je bila patriarhova cerkev. Nikon je prvotno to cerkev posvetil apostolu Filipu, pod Nikonovim naslednikom - patriarhom Joakimom - je bila cerkev posvečena pravoslavnemu prazniku Dvanajstih apostolov in je dobila današnje ime. V spodnjem delu cerkve je bila polovica prehodnega portala, ki se je ohranil do danes in je vodil z ulice v Patriarhovo dvorišče.
Palača je služila kot prostor moskovskega patriarha do leta 1721, ko je bil patriarhat v Ruski pravoslavni cerkvi preklican in je cerkveni svet prevzela sveta sinoda. Slednja je kmalu zatem postavila eno od svojih uradov v nekdanji patriarhalni palači. Patriarhova nekdanja sprejemna soba za parado - tako imenovana križna soba - je bila postavljena leta 1763 za vsakoletno slovesnost proizvodnje olja za maziljenje; veliki deli notranjosti palače so že v 17. stoletju služili kot javni muzej vsakdanjega ruskega cerkvenega življenja.
Z nastopom boljševiške vlade v Kremelj kmalu po oktobrski revoluciji 1917 je državna oblast zaprla tako nekdanjo patriarhalno rezidenco kot cerkev. Potem ko je bil celotni Kremelj v 1920-ih zaprt za javnost, so bili prostori patriarha vse bolj pozabljeni. Šele s ponovnim odprtjem Kremlja leta 1955 in ustanovitvijo številnih zgodovinskih stavb in cerkva tam kot muzejev je bila nekdanja Patriarhalna palača obnovljena in tudi odprta za obiskovalce. Še danes opravlja svojo glavno funkcijo muzeja. Veliko razstavljenih eksponatov prihaja iz drugih stavb v Kremlju, vključno s tistimi, ki so bile uničene v 1920-ih in 1930-ih na ukaz sovjetske vlade.

## Lastnosti
Trenutno Patriarhalni prostori predstavljajo dvonadstropno stavbo (na enem mestu je ohranjeno preostalo četrto nadstropje - Petrov šotor), s sprednjo fasado obrnjeno proti jugu, na Stolnični trg. V strukturo stavbe je vključena pet kupolna cerkev Dvanajstih apostolov z dvojnimi stekli. Pod cerkvijo sta dva prehodna oboka. Na severno fasado je pritrjena galerija na stebrih.
V pritličju stavbe so bili gospodinjski prostori in patriarhalni redovi, v drugem nadstropju pa sobe: glavni vhod v bivalno sobo, pisarno, križno sobo, refektorij in cerkev. V tretjem nadstropju so bili zasebni prostori patriarha in hišna cerkev apostola Filipa.
Arhitekturna dekoracija stavbe vključuje pilastre na lokih v prehodu, pedimente oken v prvem nadstropju in arkadni pas drugega in tretjega nadstropja. Drugo nadstropje je od prvega ločeno z močno štrlečo konzolo, kar je značilno za arhitekturo 17. stoletja. Portal iz belega kamna cerkve v drugem nadstropju do nekdaj obvozne galerije okoli stavbe. Okraski stavbe pogosto ponavljajo podrobnosti zasnove sosednjih stavb Stolničnega trga.
Na vzhodni strani so apside cerkve.
Severno pročelje je bolj skromno okrašeno. Obokano galerijo krasijo vzorčaste ploščice.